# Evlampiya Vekilova
Evlampiya Vekilova, född 1834, död 1908, var en bulgarisk lärare. Hon var nunna och verksam som lärare. Hon är känd för sitt deltagande i aprilupproret 1876. 